# Parc naturel régional des Marais du Cotentin et du Bessin
Le parc naturel régional des Marais du Cotentin et du Bessin est un parc naturel régional français, situé en Normandie. Le parc régional est créé le 14 mai 1991 par décret ministériel en raison de l'importance de sa zone humide que les crues hivernales recouvrent ou « blanchissent ».
Il est actuellement présidé par Jean Morin et est composé de 119 communes.

## Historique
Le parc régional est créé le 14 mai 1991 par décret ministériel avec l'adhésion de 117 communes (97 de la Manche et 20 du Calvados) pour une superficie de 1 195 km2 (dont 250 km2 de zones humides) avec une population de 61 500 habitants.
La 1re charte est renouvelée le 13 mars 1998, par décret, pour une période de dix ans avec 145 communes (124 de la Manche et 21 du Calvados), une superficie de 1 400 km2 (dont 270 km2 de zones humides) et 65 000 habitants.
Le décret no 2008-191 du 27 février 2008 porte prolongation du classement du Parc.
La 2e charte est renouvelée le 17 février 2010, par décret, pour une période de 12 ans avec 150 communes (129 de la Manche et 21 du Calvados), s'étalant sur 1 466,5 km2 (dont 273,5 km2 de zones humides) pour une population de 74 000 habitants.
À la suite de la réforme territoriale, des communes nouvelles sont créées et modifient le nombre d'adhésion. Avec 109 communes (91 de la Manche et 18 du Calvados), elle s'étale à présent sur 1 554,27 km2 (dont 273,5 km2 de zones humides) pour une population de 79 346 habitants (Recensement 2022)
2021-2025 : La 3e charte est en cours de renouvellement pour la période 2025-2040 .

## Géographie

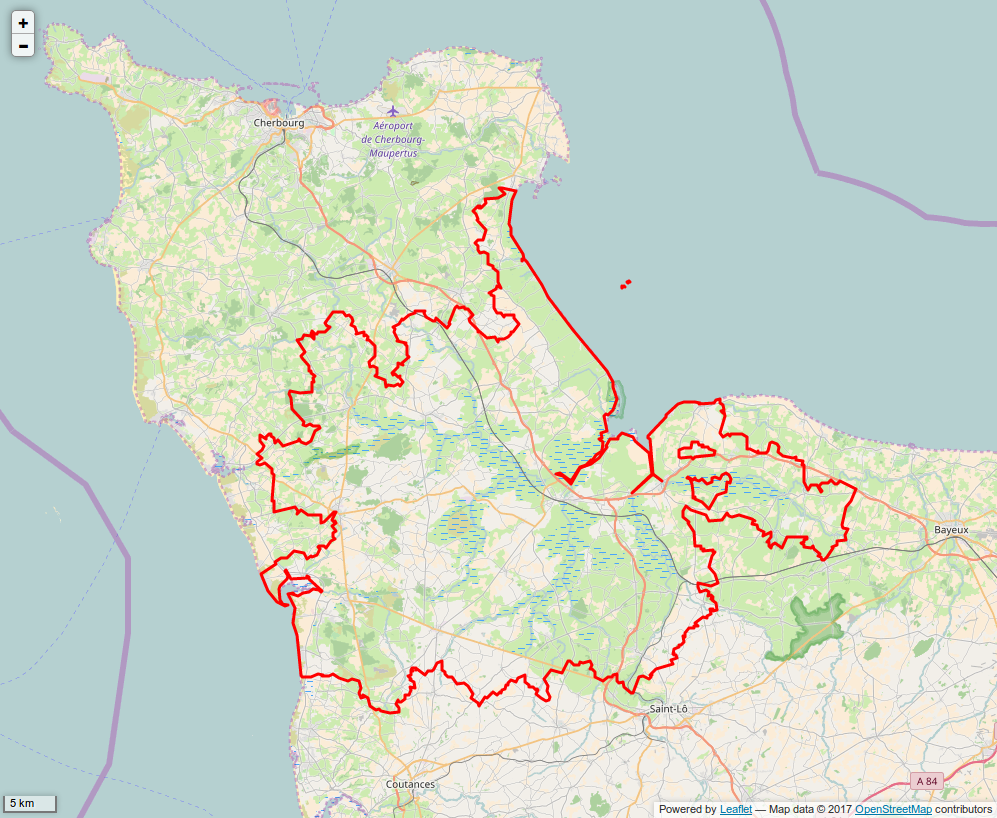
Périmètre du PNR.

Le parc naturel régional des Marais du Cotentin et du Bessin est situé au sud de la presqu’île du Cotentin, en Normandie. Administrativement parlant il est localisé dans la région Normandie, avec 119 communes, soit 99 dans le département de la manche et 20 dans le Calvados, en 2018, ceci sans compter les communes nouvelles fusionnées.
Le parc couvre un territoire de 146 650 hectares dont 30 000 de zones humides constituées par les marais du Cotentin et du Bessin (Ramsar, Natura 2000, et 3 réserves naturelles) fortement marqué par l'activité agricole.
La commune la plus peuplée est Carentan avec 6 096 habitants, aucune autre commune ne dépasse les 3 000 habitants.
Le PNR est menacé par la montée des eaux due au réchauffement climatique.

### Situation géographique et accès
Le parc est limité à l'est et à l'ouest par la Manche. Il est entouré par des agglomérations relativement importantes : Cherbourg au nord, Bayeux à l'est, Saint-Lô au sud et Coutances au sud-ouest.

### Sous-unités géographiques

#### Départements de la Manche et du Calvados - le Cotentin et le Bessin
Le Cotentin désigne historiquement la région de Coutances, aujourd'hui c'est le nom de la péninsule qui s'avance dans la Manche en dépassant de la Normandie, sa limite sud se situe au niveau de Granville et de Vire.
Le Bessin correspond à la région de Bayeux, la limite est la Vire à l'ouest.
Dans le périmètre du parc, le Cotentin correspond globalement au département de la Manche et le Bessin au département du Calvados. A noter, cependant, que la frontière entre les départements suit l'Elle au sud de Neuilly-la-Forêt.

#### Val de Saire, Plain et Bauptois
Trois régions historiques sont identifiables à l'intérieur du Cotentin :
Le Val de Saire se situe tout au nord du parc, à partir de Quinéville. Le Plain désigne la région autour de Sainte-Mère-Église, il s'étend jusqu'à la mer à l'est et est limité à l'ouest par le Merderet puis la Douve au sud-ouest. Le Bauptois est compris entre Saint-Sauveur-le-Vicomte (nord) et La Haye-du-Puits (sud).

#### Le Haut et le Bas-pays
Le bas-pays correspond aux terres comprises entre le niveau de la mer et 5 mètres d'altitude environ ; le haut-pays s'élève en moyenne entre 5 et 40 m, avec des hauteurs jusqu'à 130 m, qualifiés de monts, à l'ouest du parc naturel.
Ces entités sont facilement identifiables géologiquement, écologiquement et du point de vue du paysage.

### Les espaces naturels protégés
Plusieurs communes du parc comprennent des espaces naturels protégés dont trois réserves naturelles nationales :
- Sainte-Marie-du-Mont : réserve naturelle nationale du Domaine de Beauguillot (820 ha protégés, dont 242 ha terrestres, au cœur des 5 000 ha de vasières de la baie des Veys)
- Doville : réserve naturelle nationale des marais de la Sangsurière et de l'Adriennerie (600 ha de tourbières au cœur de la vallée du Gorget)
- Lessay : réserve naturelle nationale de la tourbière de Mathon (Une des plus petites, mais également une des plus anciennes réserves naturelles de France. Très riche flore des tourbières)

Les autres aires protégées comprennent :
- Saint-Georges-de-Bohon : Réserve de chasse et de faune sauvage (Vaste zone tourbeuse au cœur de la vallée de la Taute)
- Brévands : pointe de Brévands (Ensemble de polders endigués avançant vers la mer)
- Saint-Côme-du-Mont : marais des Ponts d'Ouve (120 ha de marais pâturés et fauchés, accès par la Maison du Parc)

Dans les marais intérieurs, on retrouve les vallées de l'Aure, l'Ay, la Douve, la Taute, la Vire, ainsi que les marais de la côte Est.

## Géologie
Il y a quelque 8 000 ans, les marais du Cotentin et du Bessin formaient de profondes vallées. La fonte des calottes glaciaires provoqua une remontée du niveau de la mer. À chaque marée basse, une couche d’argiles et de sables se déposait. C’est de cette accumulation que sont nés les cordons dunaires à l’embouchure de la baie des Veys.
1 000 ans plus tard, à cause de ces cordons, la mer ne parvint que difficilement à pénétrer dans les marais, ce qui permit l’accumulation de dépôts tourbeux d’eau douce pendant 5 000 ans. Puis, la mer réussit de nouveau à submerger partiellement les vallées. Une sédimentation fluvio-marine, la tangue, se déposa sur la sédimentation organique antérieure, la tourbe, qu’elle fossilisa.
C’est dans ces fonds de vallées progressivement comblés que les marais sont nés. Fréquemment inondés, par les pluies hivernales trop lentement évacuées à marée basse, ils restaient souvent infranchissables.
De nombreux aménagements ont été réalisés afin d'exploiter et de franchir les marais (canaux, fossés, chaussées, voies ferrées...) et structurent le paysage.

## Hydrologie
Cinq fleuves principaux alimentent les marais : d'est en ouest, l'Aure, la Vire, la Taute, la Douve et l'Ay.
Les marais du Cotentin ont été aménagés au XVIe siècle grâce à de gros travaux d'assainissement sous la direction du maréchal de Bellefonds. Ceux-ci consistaient en la construction de portes à flots et d'un réseau de fossés permettant le pâturage des bêtes. Ainsi, les prairies grasses peuvent être accessibles plus de 6 mois par an (généralement de mai à octobre).
Ces portes sont actionnées par la seule force des eaux. Elles se referment à chaque marée montante et s’ouvrent à marée basse pour que l’eau douce des rivières, accumulée en amont, puisse s’évacuer. Elles se situent sur les principales rivières : la Douve, la Taute, la Vire, l'Aure, l'Ay et la Sinope.

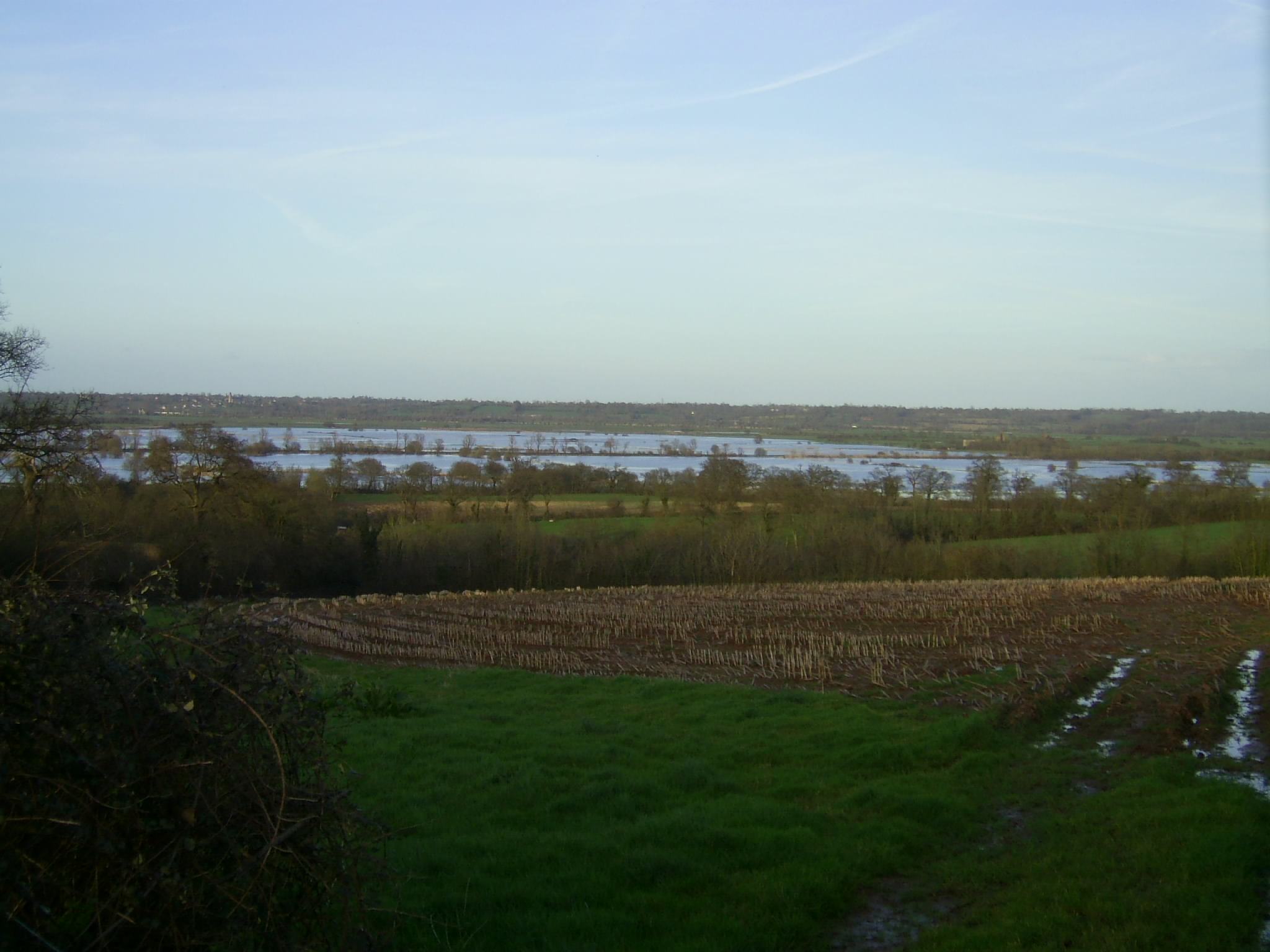
Les marais inondés au niveau de Pont-Hébert.
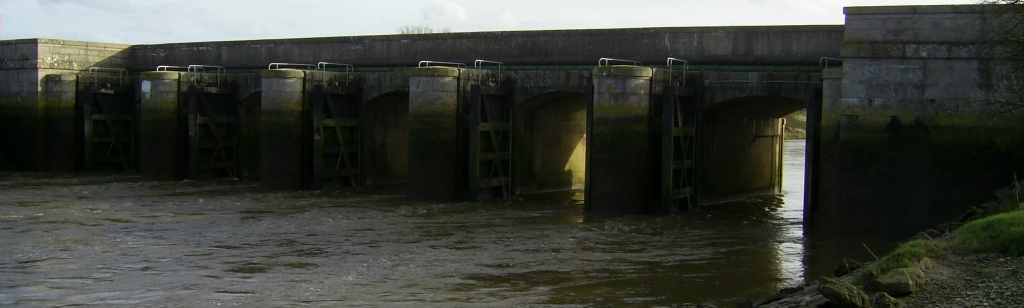
Les portes à flots de la Vire.
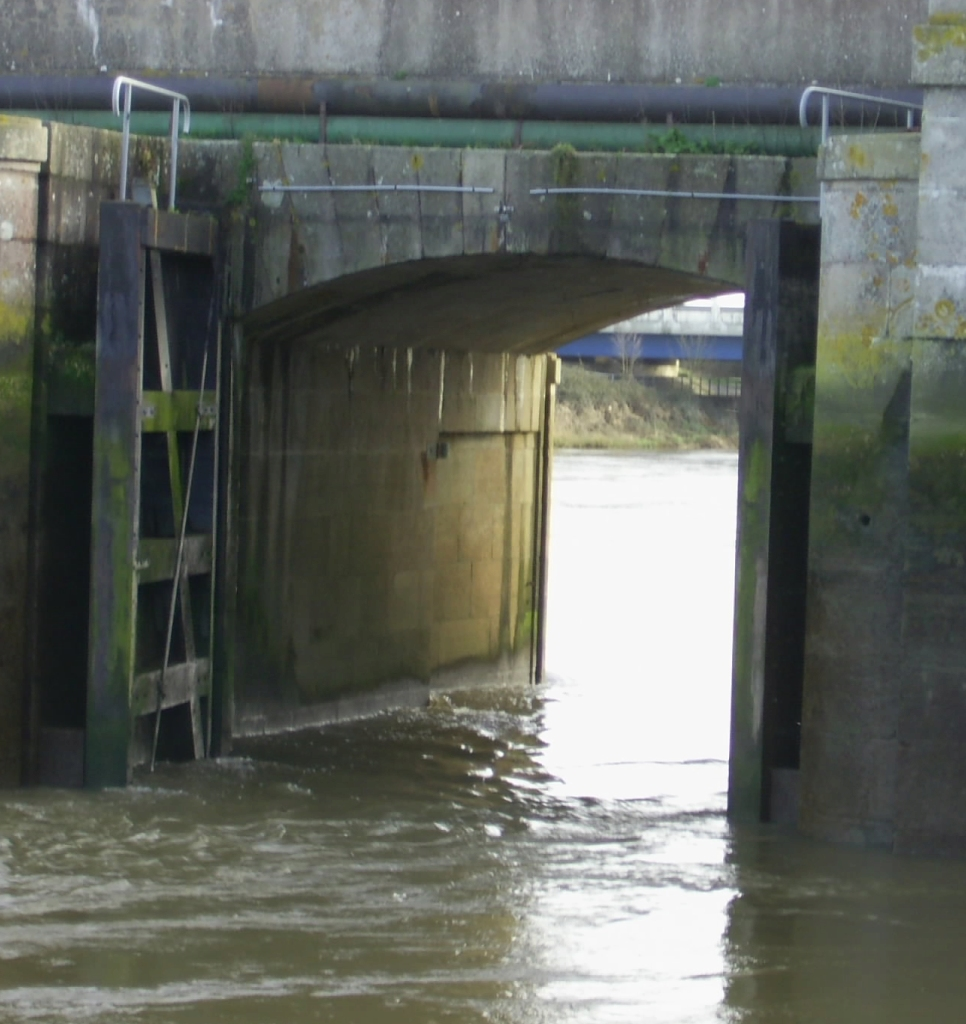
Une porte à flots.
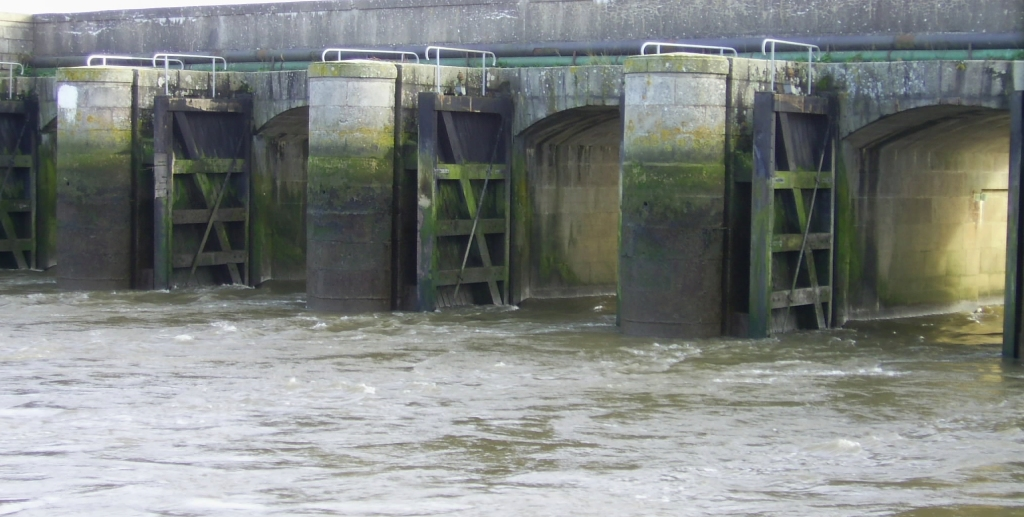
Portes des Veys.

Logo du parc.

Le marais devient « blanc » en hiver lorsque l’eau recouvre les prairies.
Les zones humides s'étendent sur 27 700 ha de prairies inondables.
Parmi celles-ci, on compte 7 000 ha de marais communaux (dont environ 2 500 ha collectifs), répartis sur 62 communes et 2 syndicats intercommunaux. Les « communaux collectifs » accueillent chaque année quelque 3 000 animaux, bovins et équins.

## Patrimoine naturel et biodiversité

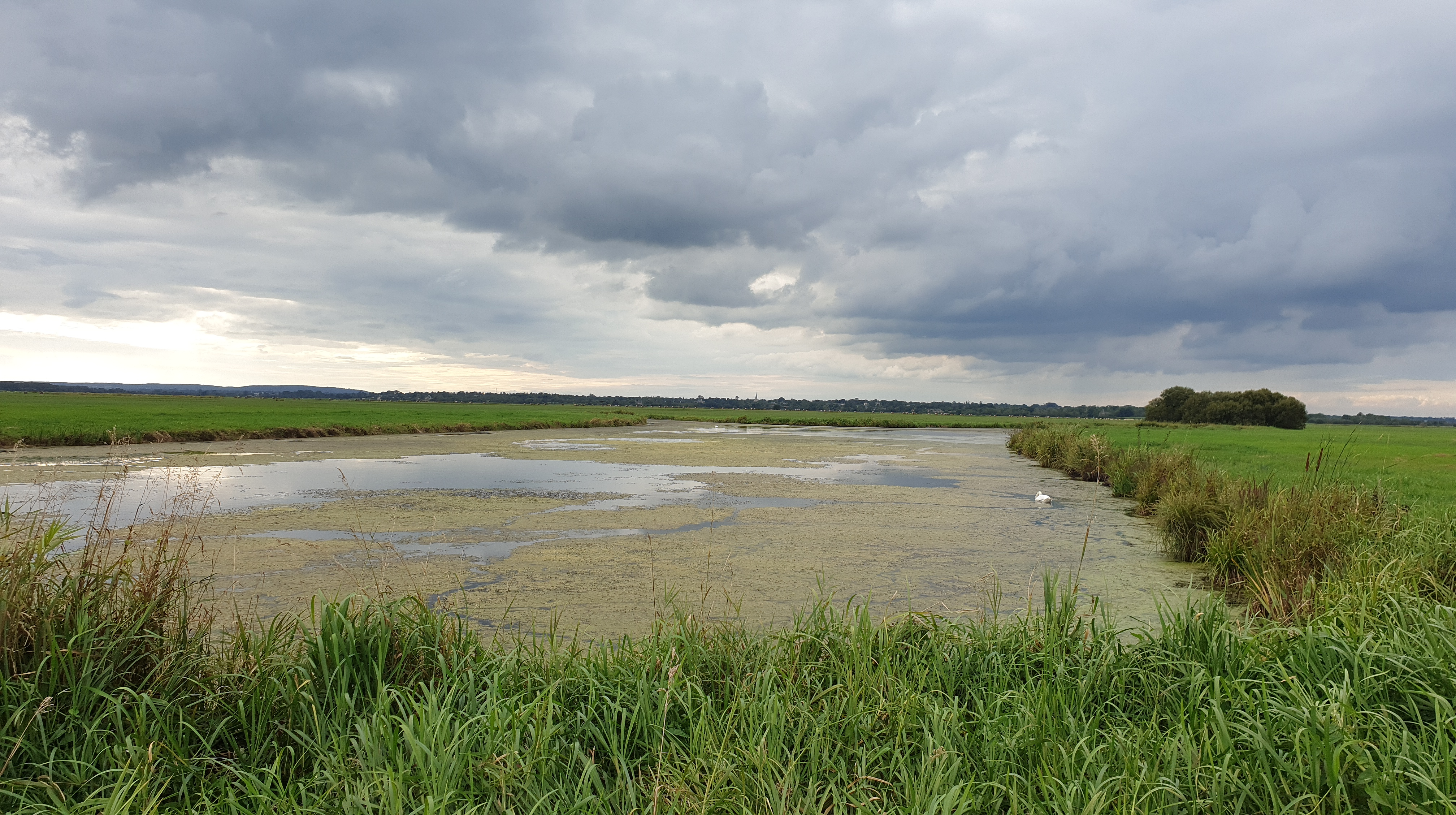
Sous l'apparente uniformité d'un ensemble de prairies humides quadrillé par un réseau de canaux (ici le canal des Espagnols) et de fossés, se cache une grande diversité de formations végétales et de leur faune associée.

La zone naturelle d'intérêt écologique, faunistique et floristique de type I no 250008148 décrit les habitats et les espèces d'une partie du territoire du parc.
Le territoire s'organise en deux entités paysagères :

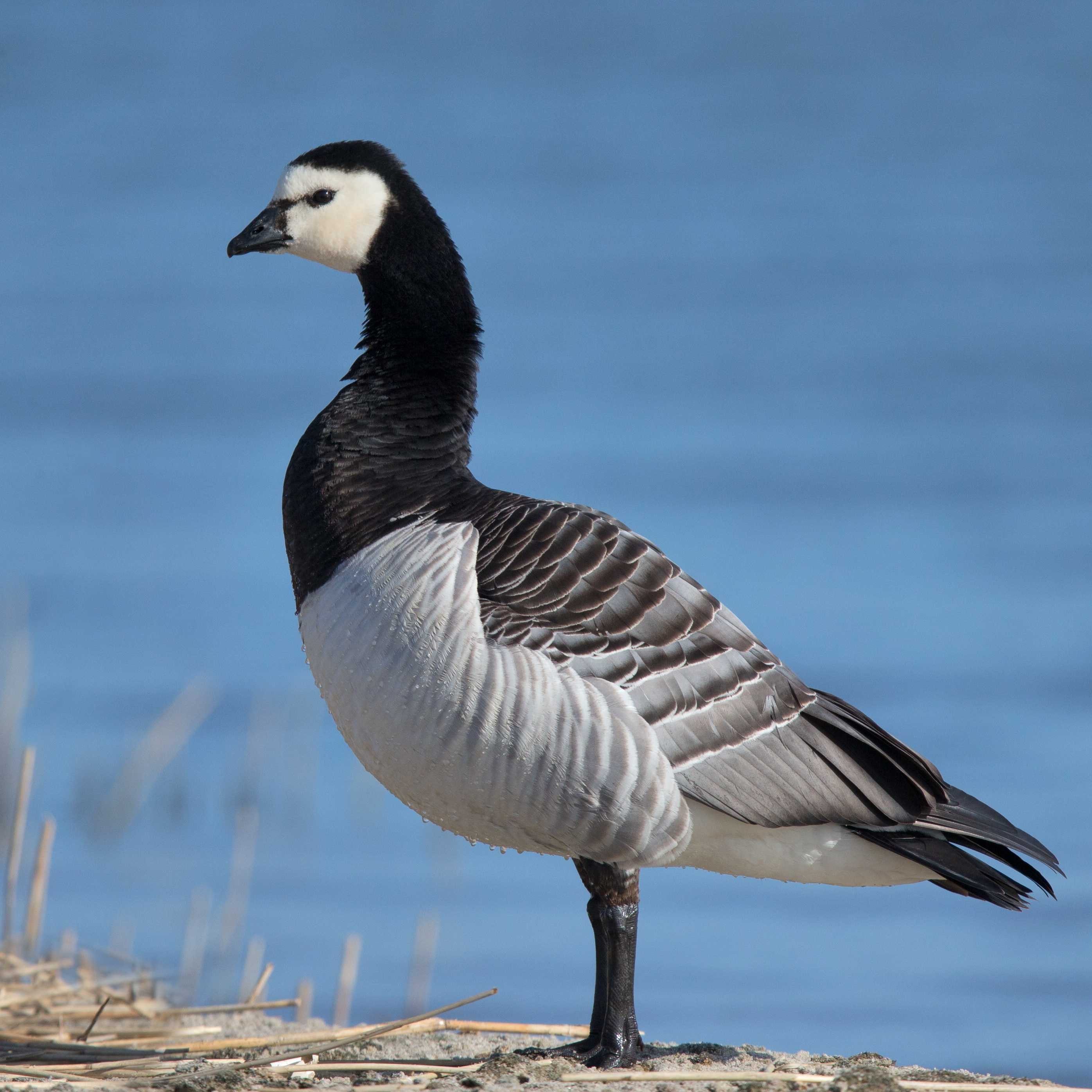
Bernache nonnette (Branta leucopsis)

Le bas-pays, le long des fleuves côtiers, composé de prairies humides est inondé pendant l'hiver. C'est le marais caractéristique du parc, avec ses horizons ouverts, l'altitude est comprise entre 0 et 5 mètres. Très peu de cultures y sont installées. Les prairies sont sillonnées de nombreux fossés. Ces couloirs fluviaux s'ouvrent à l'est sur la baie des Veys. L'estuaire y forme de vastes vasières où l'on peut observer une importante avifaune. Oies cendrées et bernaches nonnettes viennent s'y rassembler en nombre l'hiver, accompagnées de canards et de limicoles. Immédiatement au nord de la baie, la plage d'Utah Beach avec son cordon dunaire protège un marais littoral large de 2 km.
Le haut-pays est lui aussi dominé par les prairies, dans un paysage de bocage normand bucolique. Les cultures sont plus présentes dans le Bessin et dans le Plain (autour de Sainte-mère-église), c'est également là que la densité de bocage est la moins importante. Le bocage développe son réseau de haies sur 115 000 hectares. L'essence dominante est le Chêne pédonculé associé au frêne. Historiquement, au XVIIIe siècle des Ormes ont été plantées pour créer des haies dans le Bessin et le Plain, mais la graphiose les a éliminés et ils ont tendance à être remplacés progressivement par des Frênes. Les bois sont peu nombreux dans ce territoire, majoritairement présents vers l'ouest, quelques pinèdes, plantées sur d'anciennes landes sont visibles. Le mont Doville est recouvert par une belle lande rase à bruyères et ajoncs.
Menacées dans les années 70, les cigognes (Ciconia ciconia) se sont réinstallées dans les marais du Cotentin et leur population est en augmentation. L'espèce hiverne sur ce territoire depuis 1989-1990. 164 couples y ont nichés en 2018.

## Patrimoine historique

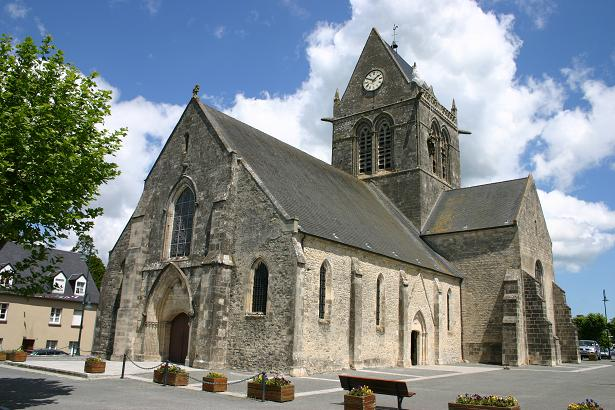
Église Notre-Dame-de-l'Assomption de Sainte-Mère-Église, elle résume à elle seule le patrimoine historique du PNR, typique des églises rurales de la région. Son clocher est également attaché à l'histoire de l'opération Albany au début de la bataille de Normandie, pendant la seconde Guerre mondiale.

La moitié du patrimoine historique du parc est constituée par des édifices religieux : églises, abbayes ; des châteaux, fermes-manoirs, du petit bâti (lavoirs, fontaines, moulins et fours à chaux) ainsi que des vestiges de la Seconde Guerre mondiale sont classés comme monuments historiques.
Le Cotentin et le Bessin sont parsemés de fermes-manoirs, en granit dans le Cotentin et en calcaire pour le Bessin, elles sont organisées autour d'une cour, souvent fortifiées, elles sont parfois richement décorées pour afficher le statut et la richesse de leurs propriétaires.

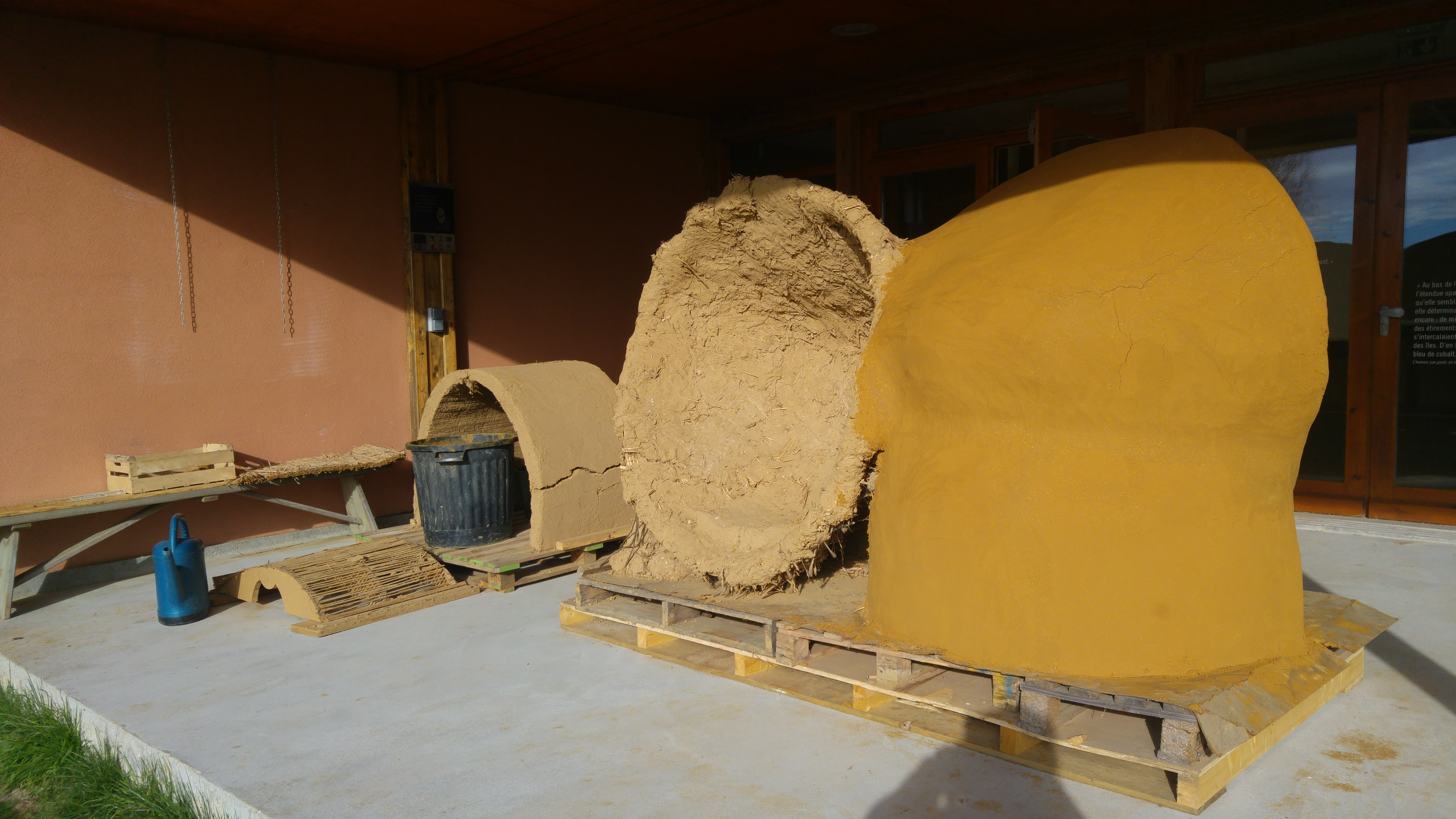
Démonstration de construction en terre, à la maison du parc naturel régional des Marais du Cotentin et du Bessin.

Le territoire du PNR est, avec le département d'Ille-et-Vilaine, celui qui compte le plus grand nombre de constructions en bauge, avec 700 bâtiments inventoriés. Les plus anciennes de ces constructions sont des dépendances de manoirs en pierre et datent du XVIe siècle, avec l'essor agricole du XVIIIe siècle les constructions deviennent plus grandes, les fermes entières sont construites en terre. La dernière construction en terre, une grange à grains, date de 1917.
Le PNR avec plusieurs partenaires français et britanniques a développé un programme visant à améliorer les techniques de fabrication de bâtiments en terre pour que le matériau puisse répondre aux normes du bâtiments et aux normes écologiques.

## Activités humaines
- 74 000 habitants
- 5 000 entreprises
- 4 600 km de chemins de randonnées

### Agriculture
Le parc compte 1 553 exploitations agricoles, environ la moitié des actifs travaille dans le secteur primaire. La surface agricole utile couvre 80 % du territoire. La principale filière est la vache laitière.

## Administration
Le siège du parc se situe dans la commune de Carentan-les-Marais, au manoir de Cantepie. Le Parc naturel régional possède une Maison du Parc à Saint-Côme-du-Mont : celle-ci propose une  présentation du territoire à travers un film, une ou des expositions temporaires, un jardin, et l'accès à un Espace Naturel Sensible du Conseil Général de la Manche : les marais des Ponts d'Ouve. Des balades fluviales sont également proposées sur la Douve et la Taute.

### Les élus
Le parc naturel régional des Marais du Cotentin et du Bessin fonctionne comme un établissement public sous la forme d'un syndicat mixte, le Syndicat Mixte du Parc naturel régional des Marais du Cotentin et du Bessin. Il associe différents échelons de collectivités, les 150 communes adhérentes du Calvados et de la Manche (1 délégué par commune), le conseil régional de Basse-Normandie (10 conseillers), le conseil général du Calvados (2 conseillers) et le conseil général de la Manche (8 conseillers).
Lors de l'assemblée générale, les 170 élus élisent les 52 membres du comité syndical, selon les 3 collèges.
Le comité syndical comprend 52 membres issus de 3 collèges (32 élus communaux, 10 conseillers régionaux et 10 conseillers généraux du Calvados et de la Manche). C'est l'instance de gestion du syndicat mixte. Il vote le budget et approuve le compte administratif. Il décide des grandes orientations sur proposition des commissions de travail.
Le bureau est l'équivalent du comité syndical en nombre réduit et comprend 18 membres (8 élus communaux, 5 conseillers régionaux et 5 conseillers généraux du Calvados et de la Manche). Il est l'instance de travail et de débat, de suivi des programmes d'action, de gestion courante de la structure et de son équipe. Il gère au quotidien la mise en œuvre des actions du Parc.

### L'équipe de gestion
Une équipe pluridisciplinaire composée de 35 personnes impulse et met en œuvre les actions de la charte sur le terrain. Leur action comprend les thèmes de l'eau, de la biodiversité, des paysages, du tourisme et du patrimoine.
Un territoire vaste et des enjeux multiples nécessitent un travail avec de nombreux partenaires et acteurs locaux, départementaux ou régionaux. Pour cela, le Parc naturel régional a mis en place des commissions et comités thématiques.
Dans ses statuts, le Parc a prévu 5 commissions :
- Eau et biodiversité
- Paysage et urbanisme
- Performance environnementale et énergie
- Développement socio-économique
- Appropriation du territoire

Leur rôle est d'informer et d'échanger sur les politiques du Parc, de transmettre des connaissances et de créer du lien entre les projets et les acteurs. Elles associent les délégués, les partenaires et des habitants du Parc.
Il est aussi constitué de huit comités thématiques (associé avec quelques délégués et les partenaires concernés en nombre restreint) :
- Biodiversité
- Agriculture
- Marais communaux
- Urbanisme
- Écoconstruction
- Tourisme
- Éducation au territoire
- Culturel

Ils ont pour rôle le suivi des politiques de la charte, de les faire évoluer, les améliorer ou les infléchir.

### Présidents
| Période | Période  | Identité               | Étiquette | Qualité                                              |
| ------- | -------- | ---------------------- | --------- | ---------------------------------------------------- |
| 1991    | 1998     | Jean-François Le Grand | SE        | Président du conseil général de la Manche            |
| 1998    | 2015     | Rolande Brécy          | SE        | Vice-présidente du conseil général de la Manche      |
| 2015    | 2017     | Marc Lefèvre           | SE        | Vice-président du conseil départemental de la Manche |
| 2017    | 2021     | Jean Morin             | SE        | Vice-président du conseil départemental de la Manche |
| 2021    | En cours | Françoise Lerossignol  | SE        | Membre du conseil départemental de la Manche         |

### La charte
La charte du Parc naturel régional est axée sur quatre grands objectifs, repris ci-dessous dans leurs intitulés exacts :
- Gérer et préserver notre biodiversité et notre ressource en eau pour les générations futures,

Outre la gestion des aires protégées dans son périmètre d'intervention, le PNR a mis en place des mesures agri-environnementales pour l'entretiens des mares et fossés, la gestion extensive des herbages et la reconversion de cultures vers la prairie. Enfin, le parc offre aux acteurs du territoire une structure pour exposer leurs objectifs concernant la gestion de l'eau, et les contraintes auxquelles ils font face.
- Maintenir et améliorer l'attractivité de notre cadre de vie,

avec des actions sur l'urbanisme.
- Utiliser l'environnement comme un atout pour le développement durable,

au travers du tourisme durable et de la filière bois-énergie, notamment.
- Cultiver notre appartenance au territoire pour être acteurs de notre projet et s'ouvrir aux autres,

grâce à la maison du parc et en éduquant les jeunes générations à la nature.